# Отто Гайнеманн
О́тто Карл Е́ріх Га́йнеманн (нім. Otto Karl Erich Heinemann, 20 грудня 1876 — 13 вересня 1965) — засновник і власник одного з найперших американських лейблів звукозапису OKeh Records.

## Біографія

### Походження
Отто Гайнеманн народився в 20 грудня 1876 року в Люнебурзі, Нижня Саксонія, Німецька імперія, в заможній багатодітній єврейській родині Маркуса та Генрієтти Гайнеманн, де загалом було 17 дітей. Його батько був банкіром та торговцем тканинами.

### Carl Lindström AG таOdeon Records
Близько 1900 року Отто перебрався до Берліна. 1902 року разом з Генріхом Цунцом та Максом Штраусом він відкрив у Берліні невеликий магазин з продажу фонографів. Отто одружився з сестрою Цунца, Рехою Цунц. Втрьох з Цунцом та Штраусом 1904 року вони купили невелику компанію Карла Ліндстрема та перетворили її на публічну компанію Carl Lindström AG. Партнери також придбали компанію звукозапису Fonotipia Records та компанію з виробництва пристроїв звукозапису International Talking Machine Company. Вони зареєстрували всесвітньо відомий лейбл Odeon Records і 1904 року розпочали випуск перших двосторонніх грамофонних платівок. Водночас компанія Carl Lindström AG продовжила скуповувати дрібні компанії звукозапису, внаслідок чого невдовзі володіла лейблами Beka Records, Parlophone, Lyrophone, Homophon та ін. Невдовзі Carl Lindström AG стала могутньою міжнародною компанією з численними закордонними філіями, що записувала, обробляла та експортувала записи до багатьох країн. 1906 року 28-річний очільник компанії Генріх Цунц, помер після року хвороби. Отто Гайнеманн замінив його на посаді керівника. Він також став директором лейблів Fonotipia, Odeon, Favorite, Dacapo, Lyrophone, будував і відкривав студії запису та фабрики з виробництва платівок у Швейцарії, Англії, Польщі, Франції, Австрії, Іспанії та Бразилії. Керована ним компанія Carl Lindström AG виготовила 700 000 грамофонів та випускала 40 мільйонів платівок на рік.

### Еміграція у США таOKeh Records
У серпні 1914 року Отто Гайнеманн разом з братом Адольфом вирушив у подорож до Америки. Це була вже друга подорож, 1909 року він з дружиною вже відвідав Сполучені Штати. 1 серпня розпочалася Перша світова війна, 4 серпня 1914 року Англія оголосила війну Німеччині і 8 серпня на борту корабля у Саутгемптоні Гайнеманни були заарештовані та інтерновані, як представники ворожої держави. Коли у листопаді 1914 року їх було звільнено, Гайнеманн не повернувся на батьківщину, а відплив з Ліверпуля до США.
У грудні 1915 року Гайнеманн зареєстрував у Нью-Йорку компанію Phonograph Supply Company, яка постачала двигуни для виробників фонографів. Виробництво двигунів здійснювалось на власній фабриці в Елірії, штат Огайо. До 1918 року Otto Heineman Phonograph Supply Company, Inc. стала головним постачальником двигунів, тонармів та інших деталей власного виробництва для фонографів. Наступним кроком стало виробництво звукозаписів для фонографів, з цією метою було придбано обладнання для звукозапису збанкрутілої корпорації Rex Talking Machine Corporation та залучений на роботу її музичний директор Фред Хагер. Перший реліз новоствореного Гайнеманном лейбла OkeH Records був оголошений у травні 1918 року.

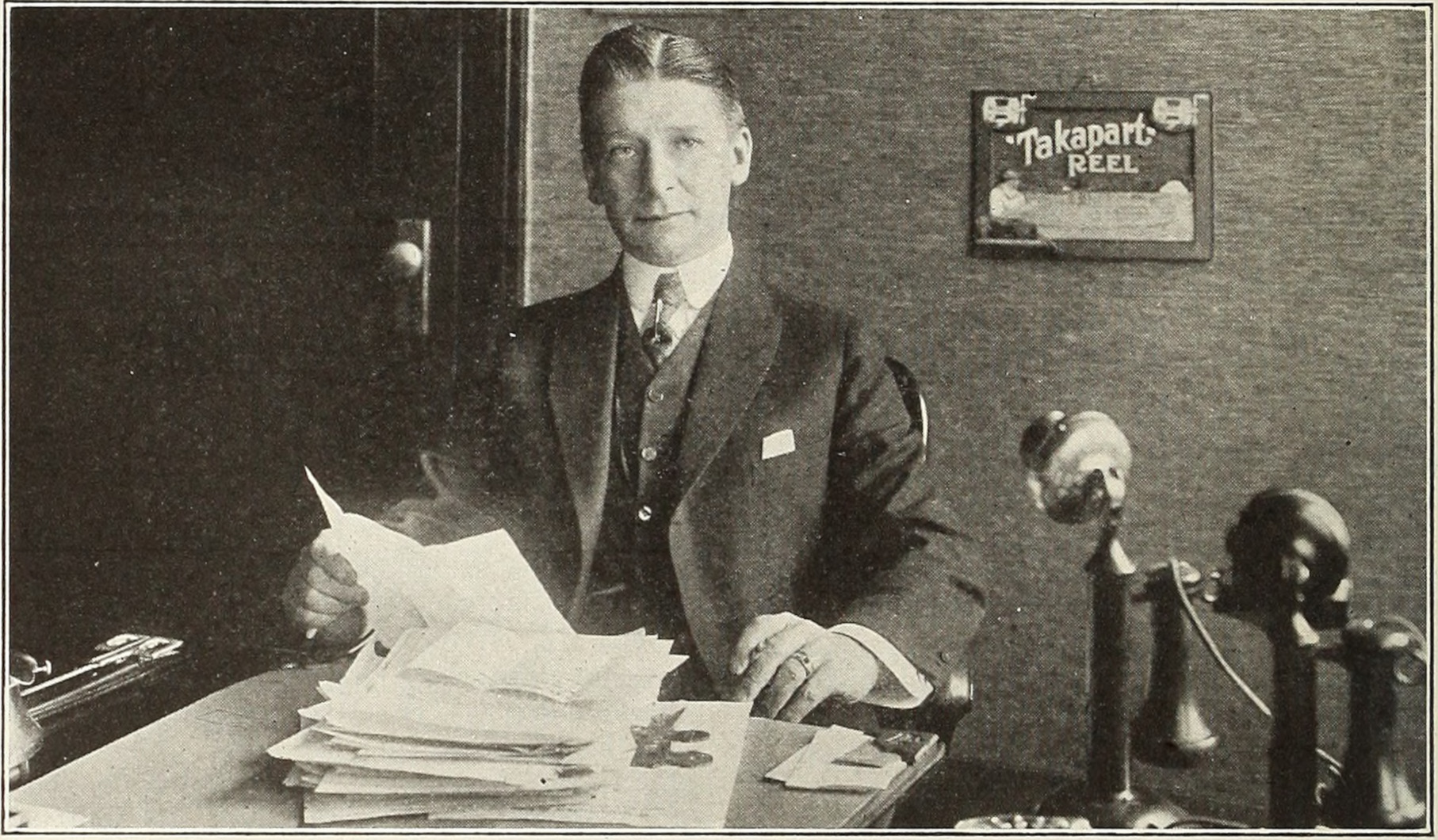
Отто Гайнеманн. Липень 1918 року

Після закінченням війни 1918 року Гайнеманн відновив свої зв'язки з Carl Lindström AG у Німеччині та за її фінансової підтримки реорганізував 1919 року компанію у General Phonograph Corporation. 1921 року він уклав зі своєю колишньою компанією угоду, за якою отримав доступ до попередніх записів лейблів Odeon, Beka, Favorite, Dacapo, Lyrophon, Fonotipia та Parlophon, але обмежив сферу своєї діяльності Північною Америкою і став ексклюзивним дистриб'ютором продукції Odeon Records в цьому регіоні.
Несподіваний успіх 1920 року власного запису корпорації General Phonograph Corporation, «Crazy Blues» у виконанні чорношкірої співачки Мемі Сміт, вивів компанію на провідний рівень. На хвилі успіху цієї платівки, OKeh відкрив цілком новий ринок для записів афроамериканських виконавців, раніше мало представлених в каталогах лейблів звукозапису. Він розповсюджував записи Сари Мартін, Мемі Сміт, Еви Тейлор, Шелтон Брукс, Естер Біжу та оркестру Вільяма Генді, а також започаткував регулярні подорожі своїх шукачів талантів з обладнанням для звукозапису до віддалених частин США.
Попри розвиток бізнесу і значні успіхи, загальний занепад індустрії звукозапису у цей час змусив Отто Гайнеманна продати General Phonograph Corporation у листопаді 1926 року на користь концерну Columbia Phonograph Company. Columbia отримала всі фабрики, виробництва, матеріали, записи тощо, і утворила нову корпорацію OKeh Phonograph Corporation, президентом і генеральним менеджером якої став Отто Гайнеманн. На цій посаді він працював до 1931 року, коли, внаслідок поглиблення Великої депресії, Columbia Phonograph була продана і її дочірній лейбл OKeh припинив своє існування.
Отто Гайнеманн помер у Нью-Йорку 13 вересня 1965 року.